# Papaipema arctivorens
Papaipema arctivorens é uma espécie de mariposa da família Noctuidae  Pode ser encontrada do Quebec ao norte da Geórgia, a oeste de Missouri e ao norte de Minnesota e Ontário.
A envergadura é de 27 a 39 milímetros. 
As larvas se alimentam de espécies de Arctium, Cirsium, Dipsacus e, às vezes, Verbena e Verbascum. Eles apresentavam os rizomas de sua planta hospedeira.